# Mediengestalter Flexografie

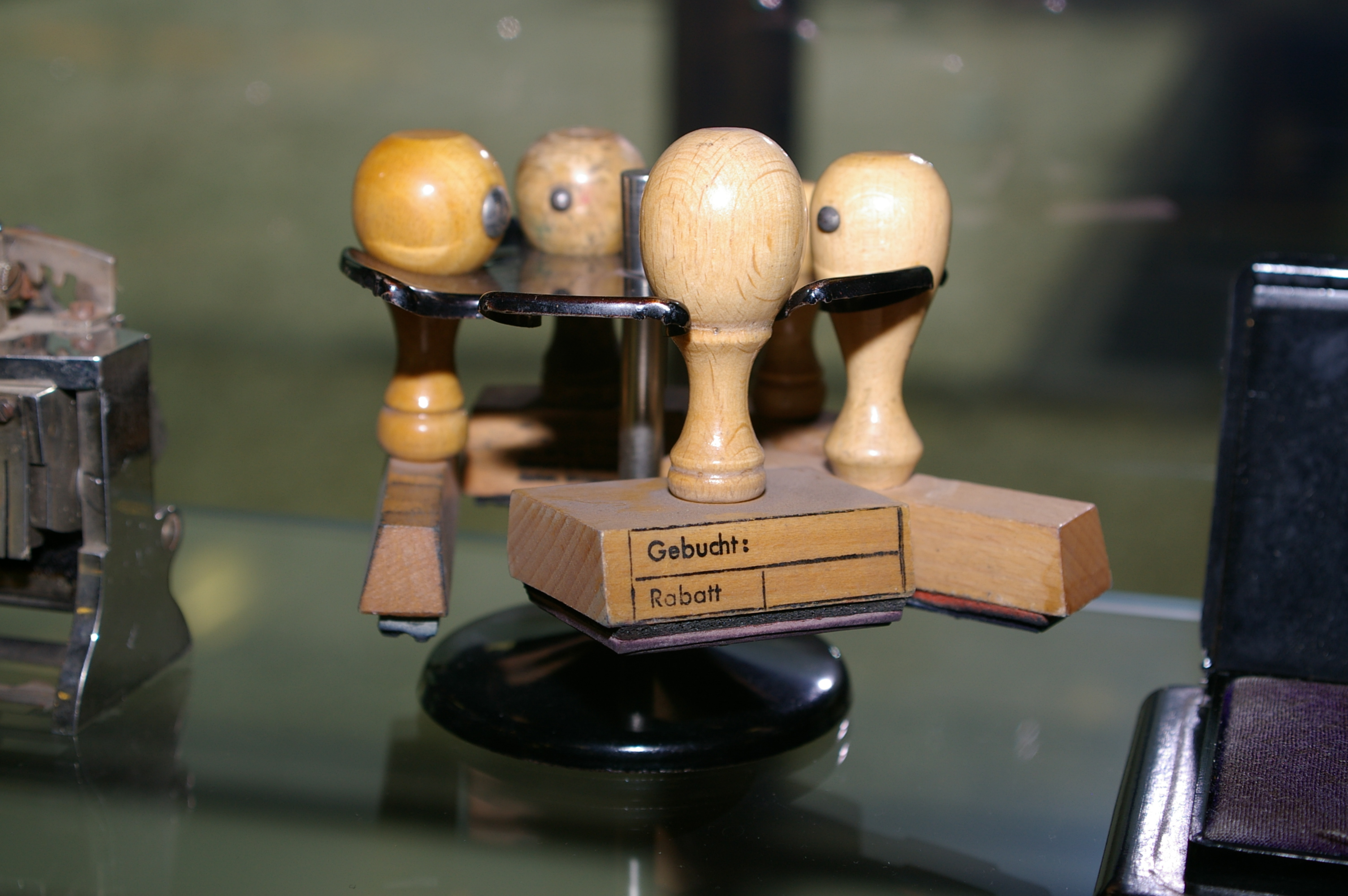
Typisches Produkt eines Mediengestalters Flexografie

Der Mediengestalter Flexografie stand bis 2011 in Deutschland als staatlich anerkannter Ausbildungsberuf nach Berufsbildungsgesetz (BBiG) und Handwerksordnung zur Verfügung. Er ersetzte den Ausbildungsberuf Flexograf, dessen Ausbildungsvorschriften aus dem Jahr 1997 stammten und veraltet waren. Seit dem 1. August 2016 erfolgt die Ausbildung zum Flexografen im Rahmen des Ausbildungsganges Mediengestalter Digital und Print mit Auswahl der entsprechenden Wahlmodule Flexografie I – III.